# Herb Czaplinka
Herb Czaplinka – jeden z symboli miasta Czaplinek i gminy Czaplinek w postaci herbu.

## Wygląd i symbolika
Herb przedstawia na błękitnej tarczy wizerunek złotej (żółtej) czapli skierowanej w prawo (heraldycznie), stojącej na najniższej (środkowej) z trzech blankowanych wież srebrnego (białego) ceglanego i blankowanego muru ze złotą (żółtą) zamkniętą bramą. Każda z wież posiada dwa małe okienka w układzie jedno obok drugiego, o czarnym prześwicie.
Wieże nawiązują do miejscowego zamku templariuszy. Czapla nawiązuje do rdzenia tkwiącego w nazwie jeziora Czaplino, od którego pochodzi nazwa miasta.

## Historia
W dawnym wzorze występowała czarna czapla skierowana w lewo. Herb przyjęty 26 kwietnia 2005 opracował historyczno-heraldycznie Jerzy Jan Nałęcz natomiast graficzne Alfred Znamierowski z Instytutu Heraldyczno-Weksylologicznego w Warszawie. Herb Czaplinka znajduje się także na fladze miasta i gminy.